# GP2 osztrák nagydíj
A GP2 osztrák nagydíjat 2014 óta rendezik meg a Red Bull Ringen.

## Időmérőedzés nyertesek
| Év   | Pilóta              | Csapat         | Idő      | Körszám | Összefoglaló                |
| ---- | ------------------- | -------------- | -------- | ------- | --------------------------- |
| 2014 | Johnny Cecotto, Jr. | Trident        | 1:15,312 | 17      | 2014-es GP2 osztrák nagydíj |
| 2015 | Stoffel Vandoorne   | ART Grand Prix | 1:14,174 | 15      | 2015-ös GP2 osztrák nagydíj |
| 2016 | Szergej Szirotkin   | ART Grand Prix | 1:13,663 | 14      | 2016-os GP2 osztrák nagydíj |

## Nyertesek
| Év   | Főverseny nyertese | Nyertes csapat          | Sprintverseny nyertese | Nyertes csapat     |
| ---- | ------------------ | ----------------------- | ---------------------- | ------------------ |
| 2014 | Felipe Nasr        | Carlin                  | Johnny Cecotto, Jr.    | Trident            |
| 2015 | Stoffel Vandoorne  | ART Grand Prix          | Rio Haryanto           | Campos Racing      |
| 2016 | Mitch Evans        | Pertamina Campos Racing | Jordan King            | Racing Engineering |

## Leggyorsabb körök
| Év   | Év            | Pilóta          | Csapat                  | Időeredmény |
| ---- | ------------- | --------------- | ----------------------- | ----------- |
| 2014 | Főverseny     | Felipe Nasr     | Carlin                  | 1:16,093    |
| 2014 | Sprintverseny | Stefano Coletti | Racing Engineering      | 1:16,629    |
| 2015 | Főverseny     | Alex Lynn       | DAMS                    | 1:15,757    |
| 2015 | Sprintverseny | Alex Lynna      | DAMS                    | 1:15,963    |
| 2016 | Főverseny     | Mitch Evans     | Pertamina Campos Racing | 1:15,534    |
| 2016 | Sprintverseny | Norman Natob    | Racing Engineering      | 1:22,155    |

Megjegyzések:
- ab: A pontot Jordan King (brit, Racing Engineering) kapta.